# Sønderby Klint
Sønderby Klint är ett stup i Danmark. Det ligger i Region Syddanmark, i den södra delen av landet. Sønderby Klint ligger 17 meter över havet. Det ligger på ön Fyn.
Terrängen runt Sønderby Klint är platt.  Närmaste större samhälle är Assens, 5,6 km norr om Sønderby Klint.